# Поплітник смугастощокий
Поплі́тник смугастощокий (Pheugopedius mystacalis) — вид горобцеподібних птахів родини воловоочкових (Troglodytidae). Мешкає в Андах.

## Опис
Довжина птаха становить 16 см, вага 29 г. Тім'я сірувато-чорне, потилиця оливково-сіра, над очима білуваті "брови", під очима білуваті смуги, скроні чорнуваті. поцятковані білими плямками, обличчя чорнувате. Спина, плечі і надхвістя яскраво-каштанові, крила і хвіст рудувато-коричневі, хвіст поцяткований чорнуватими смужками. Підборіддя і горло білуваті, під дзьобом чорні "вуса". Груди сірі, живіт оливково-сірий, боки рудуваті. Очі карі, дзьоб зверху чорний, знизу сірий або коричнювато-сірий, лапи сірі. Виду не притаманний статевий диморфізм. Молоді птахи мають тьмяніше забарвлення, смуги на обличчі у них менш помітні, "вуса" відсутні, горло охристе, очі жовтуваті.

## Підвиди
Виділяють вісім підвидів:
- P. m. consobrinus (Madarász, 1904)[4] — гори Сьєрра-де-Періха і Кордильєра-де-Мерида (західна Венесуела);
- P. m. ruficaudatus (Berlepsch, 1883)[5] — Прибережний хребет на півночі Венесуели (від Фалькона до Міранди);
- P. m. tachirensis (Phelps & Gilliard, 1941)[6] — південно-західна Венесуела (Тачира);
- P. m. saltuensis Bangs, 1910[7] — Західний і Центральний хребти Колумбійських Анд;
- P. m. yananchae (Meyer de Schauensee, 1951)[8] — південно-західна Колумбія (Нариньйо);
- P. m. mystacalis (Sclater, PL, 1860)[9] — південна Колумбія і західний Еквадор;
- P. m. macrurus (Allen, JA, 1889)[10] — східні схили Центрального хребта і західні схили Східного хребта Колумбійських Анд;
- P. m. amaurogaster Chapman, 1914[11] — східні схили Східного хребта Колумбійських Анд.

## Поширення і екологія
Смугастощокі поплітники мешкають у Венесуелі, Колумбії і Еквадорі. Вони живуть в підліску вологих гірських і рівнинних тропічних лісів, на узліссях і галявинах. Зустрічаються парами, переважно на висоті від 1200 до 2400 м над рівнем моря, місцями на висоті до 2800 м над рівнем моря, в Еквадорі місцями на рівні моря. Живляться комахами та іншими безхребетними, яких шукають на висоті 10-12 м над землею. Сезон розмноження триває з грудня по травень. Гніздо кулеподібне з бічним входом, робиться з корінців і трави, розміщується в дуплі дерева.